# Acid phosphorơ
Acid phosphorơ là một hợp chất được biểu diễn bởi công thức H3PO3. Đây là acid hai nấc (sẵn sàng phóng thích hai proton), không phải là ba nấc theo như công thức đã đề xuất. Acid phosphorơ là một chất trung gian trong quá trình điều chế các hợp chất phosphor khác.

## Danh pháp và sự hỗ biến
Về bản chất, acid này chỉ có hai nấc nên biểu diễn bằng công thức HPO(OH)2 có phần chính xác hơn H3PO3. Chất này tồn tại trong cân bằng với một lượng nhỏ P(OH)3 (đồng phân do hỗ biến). Theo đề xuất năm 2005 của IUPAC, chất hỗ biến nên được gọi là acid phosphorơ, trong khi đó acid hai chức thì gọi là acid phosphornic.  Chỉ có dạng oxy hóa mới được gọi tên tận cùng là "ơ". Các dạng oxyacid quan trọng khác của phosphorơ là acid phosphoric (H3PO4) và acid hypophosphorơ (H3PO2). Dạng oxy hóa của acid phosphorơ dễ bị hỗ biến do H giữa O và P chuyển dịch.
Người ta quan sát được sự có mặt của đồng phân hỗ biến P(OH)3 dựa vào sự phối trí của nó với molyben.

## Cấu trúc và trạng thái oxy hóa
Ở trạng thái rắn, HP(O)(OH)2 có dạng tứ diện với một liên kết P=O 148 pm và hai liên kết P-O(H) 154 pm dài hơn. Vì độ âm điện của H và P tương tự nhau, liên kết P-H không làm biến đổi trạng thái oxy hóa của phosphort, do đó P(II) là hóa trị hình thức.

## Điều chế
HPO(OH)2 là sản phẩm từ thủy phân anhydride acid:
P4O6  +  6 H2O  →  4 HPO(OH)2
(Tương tự như H3PO4 và P4O10).
Trong công nghiệp, acid này được điều chế bằng cách thủy phân phosphor trichloride:
PCl3  +  3 H2O  →  HPO(OH)2  + 3 HCl
Kali phosphit cũng là một nguyên liệu điều chế tốt:
K2HPO3 + 2 HCl  →  2 KCl + H3PO3
Thực tế, kali phosphit được pha với lượng dư acid hydrochloric. Làm theo phản ứng rồi cô cạn dung dịch, kết tinh bằng alcohol, acid tinh chất sẽ được tách riêng khỏi muối.

### Khác
- Holleman, A. F.; Wiberg, E. "Inorganic Chemistry." Academic Press: San Diego, 2001. ISBN 0-12-352651-5.
- D. E. C. Corbridge. "Phosphorus: An Outline of its Chemistry, Biochemistry, and Technology." 5th ed. Elsevier: Amsterdam. ISBN 0-444-89307-5.